# اگرلووو
اگرلووو (به مجاری: Egerlövő) یک منطقهٔ مسکونی در مجارستان است که در بورشود-آبااوی-زمپلن واقع شده‌است. اگرلووو ۱۹٫۸۳ کیلومتر مربع مساحت و ۵۸۶ نفر جمعیت دارد.